# Kronologija Domovinskog rata: kolovoz 1993.

### 1. kolovoza
- U sadašnjim uvjetima UNPROFOR nije kadar zaštititi maslenički most od razaranja, rekao novinarima u Zagrebu zapovjednik UN za bivšu Jugoslaviju general Jean Cot.[1]
- - U Doljanima kod Jablanice muslimanska vojska učinila masakr nad Hrvatima - ubijeno više od 50 civila i vojnika.[1]
- Oko 3.000 prognanih Hrvata iz Bugojna stiglo u Tomislavgrad, izvijestilo Visoko povjereništvo UN za izbjeglice u Sarajevu.[1]

### 2. kolovoza
- Ne prestaju napadi muslimanskih snaga u srednjoj Bosni i dolini Neretve.[1]
- Počelo zasjedanje NATO-a u Bruxellesu s jednom jedinom točkom dnevnog reda: zračna intervencija protiv bosanskih Srba.[1]

### 3. kolovoza
- Erdutski sporazum je mrtav - izjavio na redovitoj mjesečnoj konferenciji za novinare u Zagrebu hrvatski predsjednik dr. Franjo Tuđman.[1]
- Američki poticaj, da se udarima iz zraka razbije srpski obruč oko Sarajeva, nije dobio potporu saveznika iz NATO-a u Bruxellesu.[1]
- Predsjednik Tuđman u pismu supredsjedatelju Londonske konferencije Thorvaldu Stoltenbergu energično protestirao zbog barbarskog napada pobunjenih Srba na pontonski most u Novskom ždrilu.[1]
- U Nadbiskupiji Vrhbosanskoj, koja broji 500.000 katolika u 144 župe, protjerano 350.000 vjernika, a oko 100 župa zauzela srpska ili muslimanska vojska, stoji u izjavi s Biskupskog sabora Vrhbosanske metropolije održanog u Mostaru.[1]

### 4. kolovoza
- Izetbegović u Ženevi blokira pregovore, vjerujući u zračne napade NATO-a, a nastavak razgovora uvjetuje srpskim povlačenjem s Igmana i Bjelašnice.[1]
- Predsjednik Tuđman sastao se u Ženevi s američkim izaslanikom Reginaldom Bartholomewom.[1]
- Srpske snage u ofenzivi osvojile Igma i Bjelašnicu, te time zatvorile omču oko Sarajeva, izvijestili vojni promatrači UN.[1]
- Postrojbe HVO-a razbile veliku muslimansku ofenzivu na hrvatske prostore Herceg-Bosne i ovladale većim brojem strateški važnih točaka.[1]
- Odlukom saveznika NATO-a u Bruxellesu, da konačnu riječ prepuste Vijeću sigurnosti i Boutrosu Ghaliju, Britanija i Francuska praktično izborile pravo veta na vojnu intervenciju, piše britanski tisak.[1]
- Mađarska ocjenjuje neprihvatljivom ponudu Beograda o izigravanju blokade i antiblokada brodova na Dunava po principu jedan za jednog.[1]
- Srbijanski tegljač Velebit s 11 teglenica prekršio embargu UN i nasilno prešao kroz ustavu brane na Đerdapu, priopćili rumunjski carinici.[1]

### 5. kolovoza
- Srpski teroristi ponovno napali maslenički most, dok su ga ronioci popravljali uz nazočnost pripadnika UNPROFOR-a i novinara iz gotovo svih domaćih i svjetskih agencija.[1]
- Teški topnički napadi pobunjenih Srba na Otočac, Gospić, Brinje...[1]
- U Željeznom Polju kod Zenice muslimani ubili 30 hrvatskih mladića koji su odbili uzeti oružje i boriti se protiv HVO-a, izvijestila 11. žepačka brigada HVO-a.[1]
- Američki Senat zatražio od UN da ubrzaju slanje međunarodnih istražitelja u bivšu Jugoslaviju kako bi počela istraga o ratnim zločinima.[1]
- Viši stručnjak američkog State Departmenta za BiH Marshal Freeman Harris podnio ostavku u znak protesta zbog politike Clintonove administracije prema BiH.[1]
- Izetbegović i članovi bosanskog Predsjedništva, nakon trodnevnog bojkota, vratili se u pregovaračku dvoranu u Ženevi.[1]

### 6. kolovoza
- Kardinal Franjo Kuharić primio u Nadbiskupskom dvoru predsjednika Hrvatske zajednice Herceg-Bosne Matu Bobanu.[1]
- Američki državni tajnik Warren Christopher u talijanskoj bazi NATO-a u Avianu upozorio bosanske Srbe da im istječe vrijeme ako nastave gušiti Sarajevo.[1]
- Pobit ćemo UNPROFOR i osvojiti Sarajevo, ako američke zrakoplovne snage napadnu položaje bosanskih Srba, zaprijetio iz Beograda vođa srpskih radikala četnički vojvoda Vojislav Šešelj.[1]

### 7. kolovoza
- U pismu predsjedniku Tuđmanu Alija Izetbegović predlaže jedinstvenu muslimansko-hrvatsku republiku u BiH.[1]
- Mi priznajemo 'krajinu' jedino kao integralni dio Hrvatske, rekao za Večernji list glasnogovornik britanskog Foreigh officea Ian Hughers.[1]
- Predstavnici kršćanskih, židovskih i muslimanskih organizacija u SAD pozivaju predsjednika Clintona na akciju u BiH.[1]

### 10. kolovoza
- Muslimanska agresija na Herceg-Bosnu nastavlja se nesmanjenom žestinom, silovite borbe u Mostaru.[1]
- Posebni izvjestitelj UN za ljudska prava Tadeusz Mazowiecki u posjetu Hrvatskoj kako bi dobio uvid u položaj bosanskih izbjeglica.[1]
- Opravdanost daljnjeg ostanka UN u Hrvatskoj mjerit će se njegovom sposobnošću da osiguran prekid vatre i nadzor nad teškim topništvom pobunjenih Srba, stoji u priopćenju sa sjednice Vijeća obrane i nacionalne sigurnosti u Zagrebu.[1]
- Milan Martić, samozvani ministar unutrašnjih poslova SAO krajine i Milenko Zelembaba, komandant stanice milicije u Kninu, u Okružnom sudu u Šibeniku osuđeni u odsutnosti ne 15 godina zatvora, zbog ratnih zločina protiv civilnog stanovništva.[1]
- Danci na crti razgraničenja u Mošćenici kod Siska uhitili pijane četnike, koji su ispalili četiri tromblonske mine u neposrednu blizinu kontrolne točke UNPROFOR-a.[1]
- Od 22. lipnja 1992., kada je UNPROFOR preuzeo odgovornost u Sektoru zapad na prometnici Pakrac - Požega četnici izvršili osam terorističkih napada u kojima je pet osoba poginulo, a devet ih je ranjeno.[1]
- Zračni napadi NATO-a u BiH mogući jedino pod nadzorom i odlukom UN, izjavio u Parizu francuski ministar za europske poslove Alain Lamassoure.[1]

### 11. kolovoza
- Bivši zapovjednik UNPROFOR-a švedski general Eric Wahlgren oštro optužuje Francusku i Britaniju, tvrdeći da one svoje vojnike u sastavu mirovnih snaga prvenstveno koriste za provođenje svojih interesa i borbe za vlast u Europi, a ne za provođenje zadataka Vijeća sigurnosti.[2]
- U pismu Međunarodnoj Helsinskoj federaciji za ljudska prava potpredsjednik hrvatske Vlade Vladimir Šeks zatražio veću objektivnost u ocjeni stanja u BiH.[2]
- Glavni zapovjednici Armije BiH, HVO-a i agresorske srpske vojske u Sarajevu potpisali vojni sporazum o miru u BiH.[2]

### 12. kolovoza
- Ženevski pregovori zapeli oko tvrdnji Muslimana da se Srbi nisu povukli s Igmana i Bjelašnice i uvjeravanja Karadžića da su Srbi svoju obvezu ispunili.[2]
- Predsjednik Tuđman odgovorio pismom na pismo Alije Izetbegovića, za koje je saznao iz tiska, te napomenuo da dobra suradnja podrazumijeva i prestanak napada muslimanske vojske.[2]
- U selu Mokronogama kod Tomislavgrada ubijeno devet Muslimana.[2]
- U Melbourneu svečano otvoren prvi hrvatski Generalni konzulat za Victoriju, Tasmaniju i Južnu Australiju.[2]

### 13. kolovoza
- Hrvatska je Vlada odlučna ispuniti sve svoje obveze, ali ne može su suglasiti s bilo čime što bi bilo ispod razine svih relevantnih rezolucija Vijeća sigurnosti - ističe u pismu hrvatski ministra vanjskih poslova Mate Granić glavnom tajniku UN Boutrosu Ghaliju.[2]
- Četnički vojvoda Vojislav Šešelj najavljuje u Srbijij lov na Hrvate i Muslimane, ako NATO intervenira u Bosni.[2]
- Pristane li Srbija na balkanski mir, London već testirao mogućnost na - KESS-u u Beču da se odmah sveobuhvatno pomogne Beogradu, piše njemački FAZ.[2]

### 14. kolovoza
- U Mostaru traju pješačke borbe, a muslimanske snage žestoko napadaju i u dolini Neretve.[2]
- Srpske postrojbe gotovo završile povlačenje s Igmana i Bjelašnice, izjavio general vojske bosanskih Srba Milan Gvero novinarima na Palama.[2]
- Mi ništa drugo ne tražimo nego zaustavljanje rata i uređenje Bosne i Hercegovine po mjeri svih triju naroda, i Hrvata i Srba i Muslimana - pišu Svetom Ocu papi Ivanu Pavlu II. politički predstavnici bosanskih Hrvata Dario Kordić i Ignac Koštroman.[2]

### 15. kolovoza
- Nakon srpskog povlačenja s Igmana i Bjelašnice počinje najteži dio ženevskih pregovora: krojenje karata.[2]
- Ako ne bismo mogli mirnim putem, uz pomoć Ujedinjenih naroda, uspostaviti pravni poredak na čitavom teritoriju Republike Hrvatske, pokazat ćemo ne samo Srbima, već čitavom svijetu da imamo pravo i da smo sposobni to učiniti, istaknuo predsjednik Tuđman na proslavi blagdana Velike Gospe u Prološcu kod Imotskog.[2]
- Bosna je prošla kroz dvije faze: obrambeni i građanski rat, a moguće je da uđe i u vjerski - istaknuo u intervjuu za Večernji list predsjednik HVO-a Žepče Perica Jukić.[2]
- Zračni napadi Zapada na Sarajevo na stanovit način su prazna prijetnja, rekao britanskom listu Independant lord David Owen.[2]

### 16. kolovoza
- Predsjednik Tuđman otvorio radove na tuneli Sveti Rok, a kada se probije Velebit, bit će čvrsto povezana sjeverna i južna Hrvatska.[2]
- Ni nakon nove runde pregovora u Ženevi između hrvatskog državnog izaslanstva i predstavnika lokalnih (kninskih) Srba nije potpisan sporazum o prekidu vatre.[2]
- Alija Izetbegović izjavio u Ženevi da prihvaća etničku podjelu BiH samo kao privremeno rješenje.[2]
- Muslimanska vojska - Armija BiH predvođena diverzantskom grupom u kojoj je bilo i mudžahedina izvršila još jedan stravičan zločin: u večernjim satima u hrvatskom selu Kiseljak kod Žepča ubili su i masakrirali 43 civila hrvatske nacionalnosti, među njima najviše žena i djece.[2]

### 18. kolovoza
- Hrvatska neće biti spremna produljiti mandat mirovnim snagama bez razdvajanja mandata i bez poštovanja svih rezolucija Vijeća sigurnosti - odgovor je hrvatskog ministra vanjskih poslova dr. Mate Granića na najnoviji izvještaj glavnog tajnika UN Boutrosa Ghalija Vijeću sigurnosti.[2]
- Glavni tajnik UN jučer odbacio zahtjev Hrvatske o razdvajanju mandata UNPROFOR-a na tri posebna mandata - za Hrvatsku, BiH i Makedoniju.[2]
- Na pregovorima u Ženevi Muslimani nastupaju s dvostrukim kriterijima: za Srbe etničkim, za Hrvate vojnim mjerilima.[2]
- SAD oštro reagirale na izjave dvojice zapovjednika UNPROFOR-a u BiH, belgijskog generala Briquemonta i britanskog generala Hayesa, koji su, kako kaže Washington, klevetali učinkovitost zračnih napada u BiH.[2]

### 19. kolovoza
- U Ženevi nastavljeni pregovori o BiH uz sudjelovanje dr. Franje Tuđmana i Slobodana Miloševića.[2]
- Psihijatar i pjesnik Radovan Karadžić, u svijetu poznatiji kao čovjek koji je ubio Sarajevo i ratni zločinac, dobio za zbirku pjesama u Beogradu književnu nagradu.[2]
- Britanski liječnici povratnici iz Bosne oštro kritizirali program evakuacije bosanskih ranjenika u Veliku Britaniju nazvan operacija Irma kao krajnje ciničan aspekt političkog teatra.[2]
- Kanadski ministar vanjskih poslova Perrin Beatty traži temeljitu reorganizaciju UN, jer su njezine mirovne operacije u Somaliji i BiH doživjele spektakularni neuspjeh.[2]
- Glavni tajnik UN Ghali izvijestio Vijeće sigurnosti da su UN sada operativno sposobne za uporabu zrakoplovne sile u pružanju potpore UNPROFOR-u u BiH, priopćio jučer u New Yorku glasnogovornik UN.[2]

### 20. kolovoza
- Pregovarači u Ženevi od supredsjedatelja Owena i Stoltenberga dobili deseta dana za razmišljanje hoće li prihvatiti njihov paket prijedloga koji sadržava već usuglašeni sporazum o ustavnom rješenju BiH i zemljovide.[2]
- U Ženevi Karadžić spustio granicu svojih teritorijalnih zahtjeva sa 64 na 54 posto, Izetbegović od 45 došao na 35 posto, a Boban od početnih 22 sada traži 18 posto.[2]
- HVO ne dopušta prolazak humanitarnih konvoja u istočni dio Mostara, izvijestio Visoki komesarijat UN za izbjeglice u Ženevi.[2]
- Nadbiskup vrhbosanski msgr. Vinko Puljić uputio pismo Tadeuszu Mazowieckom u kojem ga upozorava na zanemarivanje problema Hrvata Katolika, a koje Izetbegović u svojim istupima u Ženevi prešućuje.[2]
- Dok Izetbegović u Ženevi tvrdi kako nije zadovoljan položajem muslimasnkih izbjeglica u Hrvatskoj,dotle hrvatska policija kod tih izbjeglica otkriva oružje, eksploziv, krivotvorene dokumente, kanale za prebacivanje mudžahedina u BiH, prave terorističke baze pod humanitarnih organizacija.[2]
- S Glinskog područja prognano još 48 Hrvata, u Sisak došli dop zaštitom danskih unproforaca.[2]

### 21. kolovoza
- Owen i Stoltenberg su poludjeli, jer ovih deset dana poziv je na opći pokolj - američi je pogled na završetak posljednje ženevske runde pregovora o BiH.[3]
- Nismo zadovoljni prijedlogom koji nam je ponuđen u Ženevi, posebno smo nezadovoljni kartama. Skupština BiH će odlučiti hoće li se dalje sudjelovati u pregovorima - rekao Alija Izetbegović za sarajevsku radio-televiziju.[3]
- Ako se najnovi ženevski prijedlozi ne prihvate, alternativa je opći kaos, a Hrvati će se od toga pokušati zaštititi što više - rekao Mate Boban na Brijunima.[3]
- Zadaću čuvanja mira na granici Makedonije i SR Jugoslavijeod švedskih plavaca preuzeli američki vojnici u sastavu snaga UN.[3]
- Predsjednik Demokratskog saveza Hrvata Vojvodine Bela Tonković poslao pismo predsjedniku Radne skupine za pitanja ljudskih prava manjina Mirovne konferencije Geertu Ahrensu zbog izuzetno teškog položaja vojvođanskih Hrvata.[3]

### 22. kolovoza
- Obnovljen promet preko masleničkog pontonskog mosta.[3]
- Nezadovoljni ženevskim pregovorima, Muslimani nastavili s napadima na hrvatske prostore u BiH, odbijena muslimanska ofenziva na Kreševo, Kiseljak i Fojnicu.[3]
- Američki državni tajnik Warren Christopher uputio pismo Aliji Izetbegoviću u kojem od njega traži nastavak pregovora, te obećaje spremnost SAD da se izravno uključe u obnovu i izgradnju ratom porušene BiH.[3]

### 23. kolovoza
- Hrvatsku ne vole Francuska i Britanija, izjavio u intervjuu za Večernji list hrvatski veleposlanik pri KESS-u u Beču Darko Bekić.[3]
- Ne prestaje opći napad muslimanskih snaga na hrvatske prostore u BiH, posebice na Kiseljak, Kreševo i Fojnicu.[3]

### 24. kolovoza
- Muslimanska vojska nastavlja rat u srednjoj Bosni i Hercegovini i nakon što su supredsjedatelji ostavili predstavnicima triju strana u BiH deset dana za razmišljanje.[3]
- Njemački ministar vanjskih poslova Klaus Kinkel uputio hitnu poruku hrvatskom predsjedniku Tuđmanu, u kojoj traži od njega da intervenira kod bosanskohercegovačkih Hrvata kako bi propustili humanitarne konvoje za Muslimane u Mostaru.[3]
- Savezna Republika Jugoslavija nije i ne može biti nasljednica SFRJ - upozorava u pismu američku veleposlanicu pri UN Madeleine Albright ministar vanjskih poslova Hrvatske dr. Mate Granić.[3]
- Više od 2.000 mudžahedina se bori u muslimanskoj vojsci, a u Bosnu su ušli na razne načine, kao novinari, pratioci humanitarnih konvoja, rekao na konferenciji za novinare u Tomislavgradu zapovjednik Glavnog stožera HVO-a Herceg-Bosne general Slobodan Praljak.[3]
- Protudar HVO-a na mostarskom bojištu, oslobođena brana Mostar i veći dio sela Raštane.[3]
- Prijedlog karte razgraničenja iz Ženeve za nas je neprihvatljiv, jer sankcionira etničko čišćenje i oduzima vjekovni životni prostor Hrvata, priopćila hrvatske vlasti bosanske Posavine u Orašju.[3]
- Bosanski Srbi ne prihvaća zemljovide iz Ženeve, ako republika srpska ne dobije izlaz na more, rekao u Beogradu predsjednik skupštine Momčilo Krajišnik.[3]
- State Department upozori bosanske Hrvate da bi mogli biti napadnuti ako budu i dalje sprječavali dopremu humanitarne pomoći u Mostar.[3]
- I četvrti američki visoki dužnosnik u State Departmentu, zadužen za Hrvatsku, Stephen Wlaker, podnio ostavku zbog neslaganja s vladinom politikom da bi se zaustavio genocid u BiH.[3]

### 25. kolovoza
- Predsjednik Tuđman primio jučer na Brijunima delegaciju UN na čelu s Kofijem Annanom, podtajnikom UN za mirovne operacije, i upozorio da Hrvatska neće produžiti mandat UNPROFOR-a ako se konačno ne ispune preduvjeti koje hrvatska strana već duže vrijeme zahtijeva.[3]
- Hrvatska je vrlo tolerantna i demokratska zemlja, rekao za Večernji list Imanuel Zisman, predsjednik Odbora Kresseta za imigraciju, koji je u neslužbenom posjetu Hrvatskoj boravio šest dana.[3]
- Na cesti Pakrac - Požega srpski teroristi oteli cestarskog radnika Josipa Brajdića iz Badljevine.[3]
- Prihvaćene dvogodišnjeg protektorata nad Mostarom bio je ustupak Muslimanima da se privole na mirno rješenje, no unatoč protektoratu Europske zajednice Mostar je integralni dio Hrvatske Republike Herceg-Bosne i njezin glavni grad, rekao za HTV Mate Boban.[3]
- U Livnu središnji odbor HDZ BiH donio odluku o proglašenju Hrvatske Republike Herceg-Bosne u Uniji republika BiH.[3]
- Međunarodni sud pravde u Den Haagu počeo proces protiv Srbije i Crne Gore koje BiH optužuje za genocid.[3]

### 26. kolovoza
- Vodstvo bosanskih Muslimana pred nastavak pregovora u Ženevi najavljuje da će odbaciti najnoviji plan o BiH, možda i u cijelosti.[3]
- Predsjednik Tuđman primio u Predsjedničkim dvorima predsjednika Međunarodnog olimpijskog odbora Juana Antonia Samarancha i svečano mu uručio Orden kralja Tomislava.[3]
- Za Načelnika glavnog štaba vojske Jugoslavije imenovan general-dopukovnik Momčilo Perišić, razaratelj gradova Zadra i Mostara, a njegov prethodnik Života Panić umirovljen zajedno s još 40-ak jugogenerala.[3]

### 27. kolovoza
- Predsjednik Tuđman uputio poruku general Jeanu Cotu i tzv. kninskim vlastima da će Hrvatska vojska bombardirati Knin ako se nastavi bombardiranje Maslenice, kazo jučer na HTV hrvatski ministar obrane Gojko Šušak.[3]
- Žestok topovski napad pobunjenih hrvatskih srba na Zadar i Biograd.[3]
- Muslimanska vojska - Armije BiH napala i grad Vareš.[3]
- Teške optužbe zbog kriminalnog vladanja mirovnih snaga u Sarajevu - krijumčarenja i prostitucije - ispituje posebna komisija UN.[3]

### 28. kolovoza
- U Grudama proglašena Hrvatska Republike Herceg-Bosna, a predsjednik Republike do izbora mr. Mate Boban.[3]
- Zastupnički dom Sabora Hrvatske Republike Herceg-Bosne u Grudama zaključio da se predloženi ženevski dokumenti prihvaćaju uz uvjet da ih prihvate i Muslimani i Srbi.[3]

### 29. kolovoza
- U muslimanskim logorima u BiH nalazi se 9.000 Hrvata, obratio se priopćenjem iz Mostara predsjednik Komisije za razmjenu zarobljenika HVO-a Berislav Pušić.[3]
- U Međugorju osnovana novinska agencija Hrvatske Republike Herceg-Bosne - HABENA. Tom prigodom promovirana publikacija Stradanje Hrvata u Bosni i Hercegovini od 1991. do 1993. godine.[3]

### 30. kolovoza
- Slavko Degoricija, voditelj hrvatskog državnog izaslanstva za pregovore s lokalnim Srbima, izjavio, nakon pregovora u Ženevi, da će se ubuduće svi razgovori s lokalnim Srbim voditi u Hrvatskoj, od Zagreba do Knina, i od tog stava se neće odstupiti.[3]
- Fra Jozo Zovko, svećenik franjevačkog samostana u Širokom Brijegu, uputio pismo američkim predsjedniku Billu Clintonu u kojem ga moli da zaustavi rat koji se vodi u BiH i spriječi genocid nad hrvatskim narodom.[3]
- Odgođeni pregovori Ženevi za jedan dan zbog teškoća Alije Izetbegovića i njegova izaslanstva s prijevozom iz Sarajeva.[3]
- Sposobni smo provesti mirovni plan u BiH, izjavio u Ženevi supredsjedatelj Konferencije o bivšoj Jugoslaviji Thorvald Stoltenberg.[3]
- Hrvati (23.000) i Srbi (9.000) u Zenici taoci su muslimanskih ekstremista, a Hrvati najviše trpe, piše nizozemski dnevnik De Vokskrant.[3]
- Nakon drugog svjetskog rata nigdje na svijetu nije toliko civila bilo izloženo takvim okrutnostima kao u ratu koji Srbija vodi protiv Hrvatske i BiH - istaknuo hrvatski ministar vanjskih poslova dr. Mate Granić u svom govoru na Međunarodnoj konferenciji za zaštitu žrtava rata u Ženevi.[3]

### 31. kolovoza
- U Ženevi Karadžić predloženi plan prihvatio bezrezervno, Boban uz mogućnost nekih teritorijalnih ispravaka, dok Izetbegović traži znatne promjene na zemljovidu, ili neće potpisati.[3]
- Na kontrolnoj točki kod Privlake u istočnom sektoru ruski plavci se ogradili od zapadnog ostatka Hrvatske debelim zidom od vreća pijeska, a cijevi borbenog vozila okrenuli prema tom dijelu Hrvatske.[3]
- Za vrijeme rada Blondine Negga na funkciji koordinatora UNPROFOR-a za civilne poslove, uz 125.000 osoba prognanih ranije iz Istočnog sektora, prognano od dolaska UNPROFOR-a 5.000 nesrba, još uvijek se traži 7.453 nestale osoba, a 700 ih je ubijen pod zaštitom plavih kaciga, rekao u Osijeku slavonsko-baranjski župan Branimir Glavaš.[3]
- Prošlog mjeseca inflacija u SRJ iznosila, prema podacima saveznog Zavoda za statistiku, 1.881 posto![3]
- HVO spreman za prekid vatre u Mostaru i oko Mostara za vrijeme pregovora u Međugorju - pismom obavijestio UNPROFOR zapovjednik glavnog stožera HVO general Slobodan Praljak.[3]